# Campyliadelphus chrysophyllus
Campyliadelphus chrysophyllus là một loài Rêu trong họ Amblystegiaceae. Loài này được (Brid.) R.S. Chopra mô tả khoa học đầu tiên năm 1975.